# Jan Bruin (publicist)
Jan Gerrit Bruin (Zaandam, 30 oktober 1923 - aldaar, 27 oktober 2004) was een Nederlands verzetsman tijdens de Tweede Wereldoorlog.
Tijdens de oorlog werd hij Kleine Jantje genoemd. Hij was bij de Binnenlandse Strijdkrachten en in 1944 werd hij opgenomen in de Gewestelijke Sabotage Afdeling. Hij was onder meer goed in het repareren van wapens, die tijdens een dropping waren beschadigd. Na de oorlog was hij mede-oprichter en secretaris van de Stichting Zaans Verzet 1940-1945.

## Publicist
In 1985 werkte hij mee aan de uitgave van Verzet en Bezetting aan de Zaan. Begin januari 1990 begon hij met zijn onderzoek naar Engelandvaarders. Dit leidde ertoe dat hij in 1998 zijn boek Vrijheid achter de Horizon uitgaf. 